# Прегршт среће
„Прегршт среће” је југословенски ТВ филм из 1962. године. Режирао га је Славољуб Стефановић Раваси а сценарио је написао Томе Арсовски.

## Улоге
| Глумац                   | Улога |
| ------------------------ | ----- |
| Стојан Столе Аранђеловић |       |
| Михајло Викторовић       |       |